# Susumu Okubo
Susumu Okubo (大久保 進 Ōkubo Susumu?) (Toquio, 2 de marzo de 1930-Rochester (Nueva York), 17 de julio de 2015 fue un físico teórico japonés de la Universidad de Rochester. Ōkubo trabajó primero en física de partículas. Fue famoso por la Fórmula Gell-Mann–Okubo de mesones y bariones en el modelo de quarks. Esta fórmula predijo correctamente las realcioens de las masas delos miembros multipletes de SU(3) en términos de hipercarga y espines isotópicos.
Ōkubo comenzó a estudiar en la Universidad de Toquio en 1949 y recibió el título allí en 1952. Se graduño como estudiante en la Universidad de Rochester en 1954, donde consiguió el título en 1958 con David Feldman como profesor de la tesis. Después de ello, obtuvo el postgrado en 1959/60 en la Universidad de Nápoles, en 1960/61 en CERN, y después en 1962 comenzó la investigación nuevamente en la Universidad de Rochester, donde se convirtió en profesor en 1964 y se retiró en 1996 como profesor emérito.
En 2005 recibió el Premio Sakurai por la Sociedad Estadounidense de Física; '"Por investigaciones innovadoras sobre el patrón de masas hadrónicas y tasas de desintegración, que proporcionaron pistas esenciales sobre el desarrollo del modelo de quarks, y por demostrar que la violación de CP permite asimetrías parciales en la tasa de desintegración".
En 1976 Ōkubo recibió el Premio Memorial Nishina en Japón y en 2006 la Medalla Wigner. En 1966 consiguió la Beca Guggenheim y en 1969 la Beca Ford. Fue miembro de la Sociedad Estadounidense de Física y de la Sociedad Estadounidense de Matemáticas.

## Trabajos
- Introduction to Octonion and Other Non-Associative Algebras in Physics. Cambridge University Press, 1995